# Parafia Świętego Ducha w Pine Rivers
Parafia Świętego Ducha w Pine Rivers – parafia rzymskokatolicka, należąca do archidiecezji Brisbane.
Przy parafii funkcjonuje katolicka szkoła podstawowa Świętego Ducha.